# Markéta Francouzská (1282–1318)
Markéta Francouzská (asi 1282 – 14. února 1318, Marlborough, Wilsthire) byla anglická královna, druhá manželka Eduarda I. Anglického.

## Život

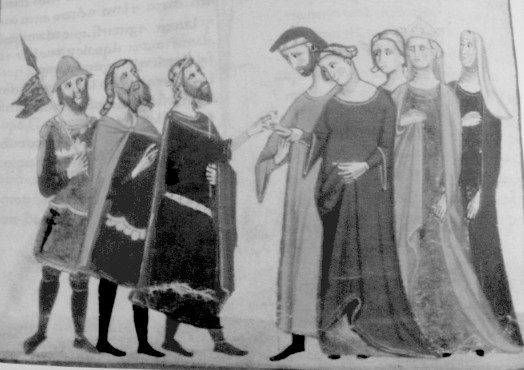
Svatba Markéty a Eduarda II. (středověká iluminace)

Markéta se narodila jako druhé dítě francouzského krále Filipa III. Smělého a jeho druhé ženy Marie Brabantské. V roce 1294 měl Eduard I. v úmyslu oženit se s Blankou Francouzskou. Chtěl uzavřít mír s Francií, aby tak měl volné ruce pro válku ve Skotsku. Blančin nevlastní bratr Filip IV. souhlasil, pokud tak dojde k míru mezi oběma zeměmi a Eduard se vzdá Gaskoňska. Blanku nakonec provdal za Rudolfa Habsburského a Eduardovi nabídl svou mladší sestru, tehdy asi dvanáctiletou Markétu. Eduard odmítl a dál vedl s Francií válku. Míru bylo dosaženo až o pět let později.
8. září 1299 se Markéta provdala za šedesátiletého krále Eduarda I. Brzy po svatbě se Eduard odebral ke skotským hranicím a tehdy už těhotnou Markétu nechal v Londýně. Mladá královna se brzy začala nudit a po několika měsících odjela za manželem. Údajně měla dobré vztahy s Eduardovými dětmi z prvního manželství. I přes obrovský věkový rozdíl bylo manželství šťastné, Markéta manžela často doprovázela na cestách do zahraničí. Když roku 1305 zemřela Markétina sestra, rakouská vévodkyně Blanka, nařídil Eduard na dvoře držet státní smutek. Eduard I. zemřel roku 1307, v tažení proti skotským vzbouřencům, v Burgh-by-Sands na hranicích se Skotskem.
Po manželově smrti se Markéta i přes svůj mladý věk znovu neprovdala. Žila až do smrti na hradě Marlborough a byla pohřbena v kostele Greyfriars v Greenwichi v dnešním Londýně. Z manželství se narodili tři potomci, synové Tomáš, 1. hrabě z Norfolku, Edmund, 1. hrabě z Kentu a dcera Eleonora.